# لويزا فرنانديز
لويزا فرنانديز (بالإنجليزية: Luisa Fernandez)‏ (و. 1961  م) هي مغنية إسبانية، ولدت في فيغو.

## روابط خارجية
- لويزا فرنانديز على موقع ميوزك برينز (الإنجليزية)
- لويزا فرنانديز على موقع ديسكوغز (الإنجليزية)